# حشره‌شناسی پزشکی
حشره‌شناسی پزشکی یکی از شاخه‌های علم حشره‌شناسی می‌باشد که به بررسی ومطالعه حشرات زیان‌آور که برای انسان مضر می‌باشد، می‌پردازد.
بزرگ‌ترین شاخه جانوری شاخه بندپایان می‌باشد. همان‌طور که از نام آن‌ها پیداست دارای پاهای بندبند می‌باشند. بزرگ‌ترین رده آن‌ها حشرات می‌باشند.
شاخه بند پایان از ۴ رده تشکیل می‌شود.
1. رده حشرات (۳ جفت پا) شامل پشه‌ها، ملخ‌ها، مگس‌ها، شپش‌ها، پروانه‌ها، زنبورها، سوسکها و… می‌باشد. که از ۳ بند تشکیل شده‌اند.
2. رده عنکبوتیان (۴ جفت پا) که عنکبوت‌ها، عقرب‌ها، رتیل، کنه‌ها، هیره‌ها، و… را شامل می‌شود. که از دو بند تشکیل شده‌اند.
3. رده سخت پوستان (۵ جفت پا) شامل انواع خرچنگ‌ها، میگوهاو… را شامل می‌شود.
4. رده هزارپایان (بیش از ۵ جفت پا) شامل صدپا و هزارپا و … می‌شود.

تمام این رده‌ها شامل موجوداتی هستند که از نظر پزشکی کم وبیش اهمیت دارند. به عنوان مثال پشه آنوفل ناقل عامل بیماری مالاریا، مگس‌های تسه تسه و سیمولیوم به ترتیب ناقل عامل بیماری‌های مرض خواب وکوری رودخانه، پشه خاکیها ناقل عامل بیماری سالک می‌باشند.
صفات عمومی حشرات:
1. بزرگ‌ترین رده در شاخه بندپایان می‌باشند.
2. دارای پراکندگی وسیع می‌باشند.
3. بدن اینها از سه قسمت سر، سینه وشکم تشکیل شده است.
4. دارای شاخک(آنتن)هایی دارای یاخته عصبی می‌باشند. که در شناخت و تقسیم‌بندی اهمیت دارند.
5. دارای اسکلت خارجی (اگزو اسکلتون) می‌باشند.
6. بعضی از آن‌ها دارای بال و بعضی دیگر بدون بال می‌باشندکه در شناخت وتقسیم بندی اهمیت دارد.
7. همه اینها ۳ زوج پا دارند که در حشرات جهنده یک جفت پای عقبی بلندترین و معمولاً یک جفت پای جلوی کوتاه‌تر است. به همین دلیل به اینها هگزاپدا گفته می‌شود.
8. دستگاه گردش مواد در سطح پشتی قرار گرفته و از نوع باز است.
9. در اینها همولنف دررساندن اکسیژن اهمیت چندانی ندارد.
10. دستگاه تنفسی در حشرات سیستم تراشه‌ای (نایدیسی) نام داردکه ارتباط خارجی آن به وسیله منافذ خارجی به نام اسپیراکل می‌باشد.
11. دستگاه دفع مواد زاید لوله‌های مالپیگی نام دارد.
12. به‌طور معمول جثه حشرات کوچک می‌باشد.
13. درآنها خون و لنف و آب میان یاخته ای وجود ندارد و بجای اینها در حشرات همولنف وجود دارد.

## مرفولوژی (ریخت‌شناسی)
بدن حشرات از ۳ قسمت سر، سینه وشکم تشکیل شده‌استکه هرکدام دارای پیوستهای معینی می‌باشد.
در سر آنتن‌ها به تعداد یک زوج، چشم ساده یا مرکب، ضمائم دهانی
- تعداد قطعاتی که کنارهم قرار گرفته‌اند و سر را به وجود می‌آورد، تاگمای سر نامیده می‌شود.
- آنتن‌ها به تعداد یک زوج هستند وعضو لمسی بسیار مهم به‌شمار می‌آیند. در برخی به عنوان اندام چشایی، بویایی مورد استفاده قرار می‌گیرد. وحتی در برخی ممکن است به عنوان اندام شنوایی مورد استفاده قرار بگیرد.

شکل آنتن در حشرات متفاوت است و به همین دلیل اینها را به آنتن‌های نخی شکل، آنتن‌های مویی، گرزی و تسبیحی شکل، زانویی و ورقه‌ای و… تقسیم‌بندی می‌کنند.
- آنتن‌ها در ۲ بند ابتدایی مشترک هستند و در بقیه بندها متفاوت می‌باشند.

دو بند اسکاپ و پدیکال دارای ماهیچه‌های مخصوص به خود هستند، بنابراین به این‌ها بندهای حقیقی آنتن گفته می‌شود و بقیه بندها (فلاژلون) چون دارای ماهیچه‌های مستقل نیستند بنابراین بندهای مجازی آنتن نامیده می‌شوند.

## چشم
1. چشم ساده که در تشخیص نور وشدت آن مؤثر است و تا اندازه‌ای ممکن است رنگ را تشخیص دهدولی فاصله وابعاد جسم را نمی‌تواند دقیقاً مشخص کند.
2. چشم مرکب که از هزاران واحد بینایی تشکیل شده است که به هر واحد بینایی اوماتیدی یا اوماتیوم گفته می‌شود.

## ضمائم دهانی
در حشرات مختلف متفاوت استو تا حدودی به نوع تغذیه حشره بستگی دارد. که نوع ابتدایی آن نوع ساینده در ملخ می‌باشد. حس بینائی:رشد این حس در گونه‌های مختلف حشرات متفاوت است. چنانچه در حشراتی که در زیر زمین و نقاط تاریک زندگی می‌کنند اعضاء بینائی رشد کمی داشته یا از بین رفته‌اند و در بقیه حشرات این حشرات این اعضاء شامل چشم‌های ساده و چشمهای مرکب می‌باشند.
(۱) چشمهای ساده به صورت نقاط شفاف در طرفین یا جلوی سر قرار دارند، چشم‌های ساده جانبی در لاروها از ۱ تا ۷ عدد در هر طرف سر تغییر می‌کنند. چشمهای ساده پشتی در حشرات کامل و پوره حشرات با دگردیسی ناقص وجود دارند و معمولاً سه عدد هستند که یکی در قسمت پیشانی به نام چشم ساده میانی و دو عدد دیگر در طرفین پیشانی مشاهده می‌شوند. متشکل از سلول‌های بینائی که محور آن رابدوم Rhabdom را تشکیل می‌دهد. مشاهده می‌شود. در بعضی حشرات لایه سلول‌های رنگین در زیر شبکیه قرار دارد و در بعضی از لاروها ساختمان این چشمها بسیار ساده و فقط از چند سلول بینائی تشکیل یافته است
فصل دوم
(۲) چشمهای مرکب در حشرات کامل به تعداد یک جفت در طرفین سر به اشکال بیضی، گرد، نیم کروی یا لوبیائی قرار دارند وعضو اصلی بینائی هستند. هرچشم مرکب ازچند واحد بینائی به نام اوماتیدی Ommatidie تشکیل شده و تعداد آن‌ها در حشرات مختلف متفاوت است. چنانچه در کرم شب تاب۲۵۰۰، در مگس خانگی ۴۰۰۰ و در سوسک Dytiscus ۹۰۰۰ عدددر هر چشم مرکب می‌باشد. هر اوماتیدی شبیه یک چشم ساده بوده و از سه قسمت قرنیه، عدسیه، وشبکیه یافته است. قرنیه به شکل عدس کوچک و شفاف از جنس کوتیکول است عدسیه متشکل از چهار سلول بلوری است که به مخروط بلوری مرسوم است. شبکیه از ۶ تا۸ سلول حسی طویل و رنگی تشکیل شده و در محور بینائی یا رابدوم قرار دارند. عدسیه وشبکیه هر اوماتیدی به وسیله غلافی از سلول‌های رنگین به نام عنبیه احاطه شده‌اند.انتهای رشته‌های عصبی سلول‌های بینائی به عصب‌های مربوط و سپس به عقده‌های بینائی در مغز جلوئی متصل می‌گردند
طرز بینائی در چشمهای مرکب – بینائی در اوماتیدی‌ها، یا به طریق تشکیل تصویر پهلوی هم صورت می‌گیرد. در این حالت اوماتیدی‌ها از یکدیگر مجزا بوده و هر یک از آن‌ها تصویر قسمتی از جسم مورد نظر را در قاعده عدسیه به‌طور معکوس می‌سازد و تصویر کامل و حقیقی از پهلوی هم قرار گرفتن این تصاویر حاصل می‌گردد و این حالت در پروانه‌های روز پرواز و زنبورها ومگس‌ها و سخت بالپوشان وجود دارد یا اوماتیدها از یکدیگر مجزا نبوده و تصویر نهائی از روی هم قرار گرفتن چندین تصویر جزء حاصل می‌گردد. و این حالت در پروانه‌های روزپرواز و زنبورها و مگس‌ها و سخت بالپوشان وجود دارد یا اوماتیدها از یکدیگر مجزا نبوده و تصویر نهائی از روی هم قرار گرفتن چندین تصویر جزء حاصل می‌گردد. حشرات بر خلاف انسان اشعه ماوراء بنفش را تشخیص می‌دهند، ولی بر عکس، اکثر آن‌ها رنگ قرمز را درک نمی‌کنند. به همین لحاظ رنگها در نظر حشرات با آنچه ما می‌بینیم فرق دارد.

## سینه (توراکس)
سینه از۳ قسمت تشکیل شده است
1. پیش سینه (Prothorax)
2. میان سینه (Mesothorax)
3. پس سینه (Metathorax)

- بال‌ها و پاها به سینه متصل است. هر قسمت سینه از ۴ صفحه تشکیل شده است.
- حشرات دارای ۶ پا هستند که به آن‌ها شش پایان (Hexapoda) می‌گویند. وپاهایشان متناسب با نوع فعالیتی است که انجام می‌دهند.

## شکم
در حشرات مختلف تعداد بندها متفاوت است. در ملخ شکم دارای ۱۱ بند می‌باشد.
1. بندهای ۱ تا ۷ بندهای پیش تناسلی هستند.
2. بندهای ۸ و ۹ بندهای تناسلی هستند.
3. بندهای ۱۰و۱۱ بندهای پس تناسلی هستند.

- در ملخ ۱۰ زوج اسپیراکل وجود داردکه از این ۱۰ زوج ۲ زوج در ناحیه سینه و ۸ زوج دیگر روی بندهای ۱ تا ۸ قرار دارد.

## دستگاه گوارش
در حشرات کامل است و از دهان شروع و به مخرج ختم می‌شود. دستگاه اصلی دفع مواد زاید لوله‌های مالپیگی می‌باشد.

## دستگاه گردش مواد
از نوع باز است و در سطح پشتی قرار داردواز یک رگ مستقیم به آئورت که در ناحیه سینه قرارگرفته تشکیل شده است. آئورت در شکم ازمجموعه‌های کوچک تشکیل یافته که به هرکدام اتاقک(chamber) می‌گویند ودارای منافذی است به نام استیا(Ostia) که مجموعه این اتاقک‌ها قلب را می‌سازد. همولنف از طریق استیا واردمی شود و توسط انقباضات قلب به آئورت و بعد به سر و به شکم می‌رود.

## اعمال گردش همولنف
1. رساندن مواد غذایی، هورمون‌ها، املاح به بافتهای مورد نظر.
2. وظیف تعادل (Balance) بین املاح و پ‌هاش(pH) همولنف.
3. کمک به عمل پوست اندازی.
4. جلوگیری از خونریزی.
5. محل ذخیره مواد از جمله چربی و گلیکوژن.
6. دفاع (مانند فاگوسیتوز)

- همولنف در رساندن اکسیژن نقشی ندارد و چون فاقد هموگلوبین است بنابراین ممکن است به رنگ قرمز دیده نشود و به رنگ خاکستری، سبز ویا سایر رنگها دیده شود.

## دستگاه تنفسی
که سیستم تراشه‌ای (نایدیسی) نام داردو ارتباط این سیستم با محیط خارج از طریق اسپیراکل می‌باشد.

## دستگاه عصبی
در سطح شکمی قرار داردودارای یک قسمت مرکزی به نام مغز می‌باشد که توسط کمربند دور مری به غقده زیر مری وصل می‌شود.
و چون دارای سر می‌باشند دارای تقسیم‌بندی اعصاب مرکزی و محیطی اند.